# Katastrofy samolotów linii Japan Airlines
Wypadki i incydenty samolotów linii Japan Airlines.

## Lata 50.
- 9 kwietnia 1952 Martin 202 (nr. rejestracyjny N93043) wyleasingowany od Northwest Orient Airlines, rozbił się w pobliżu wulkanu Mihara podczas lotu z Tokio do Fukuoka. Zginęli wszyscy znajdujący się na pokładzie – 33 pasażerów i 4 członków załogi. Razem śmierć poniosło 37 osób[1].

- 30 września 1957 w Douglasie DC-4 (nr. rejestracyjny JA6011) tuż po starcie zapalił się silnik. Załoga została zmuszona do lądowania na polu ryżowym. Samolot został zniszczony, nikt nie zginął[2].

## Lata 60.

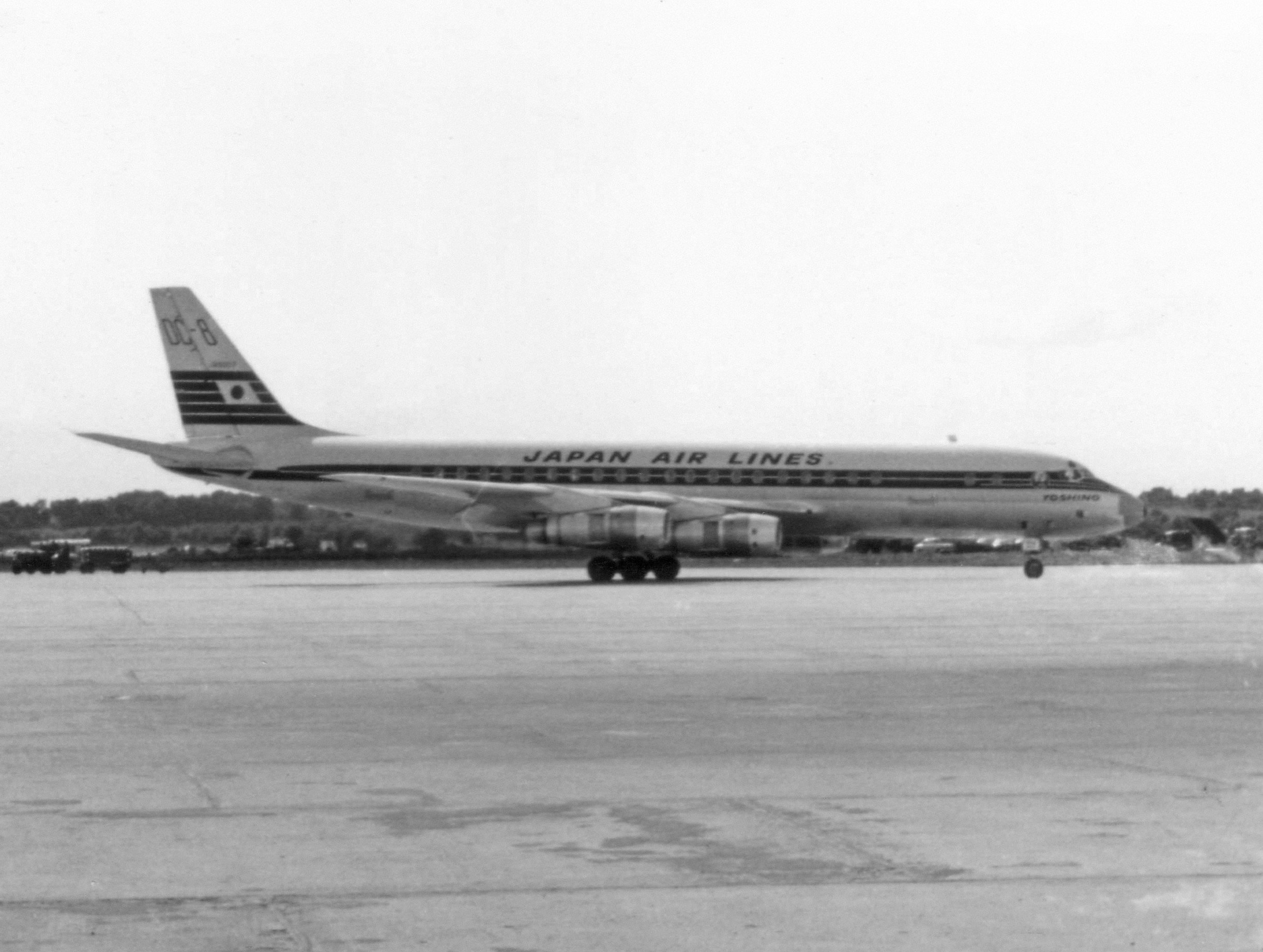
McDonnell Douglas DC-8

- 25 kwietnia 1961 Douglas DC-8 (JA8003) lecący z San Francisco do Tokio, podczas lądowania nie zdołał wyhamować na mokrym pasie startowym. Samolot zatrzymał się w rowie 46 metrów za końcem pasa. Na pokładzie znajdowało się łącznie 120 osób, 109 pasażerów i 11 członków załogi. Nikt nie zginął, a samolot po naprawie wrócił do służby pod innym numerem rejestracyjnym[3].

- 10 kwietnia 1962 Douglas C-54 Skymaster (JA6003) lecący z Fukuoka do Tokio lądował bez wysuniętego podwozia na lotnisku w Osace. Spośród 64 osób znajdujących się na pokładzie – nikt nie odniósł ran. Samolot został zniszczony[4].

- 27 lutego 1965 Convair 880 (JA8023) podczas lotu treningowego uderzył w powierzchnię pasa startowego. Samolot wpadł w poślizg i stanął w płomieniach. Nikt nie odniósł obrażeń[5].

- 25 grudnia 1965 McDonnell Douglas DC-8 (JA8006) lecący z San Francisco do Honolulu, podczas wznoszenia (1400m) uległ awarii silnika nr.1. Doszło do pożaru, który został szybko przez załogę zgaszony, a maszyna lądowała awaryjnie na lotnisku w Oakland. Na pokładzie znajdowało się 41 osób. Nikt nie doznał obrażeń[6].

- 22 listopada 1968 McDonnell Douglas DC-8 (JA8032) podczas lotu z Tokio do San Francisco, niespodziewanie wylądował w Zatoce San Francisco, około 4 kilometrów przed progiem pasa startowego. Na pokładzie znajdowało się 107 osób, nikt nie odniósł obrażeń. Prawdopodobną przyczyną były błędy w procedurze podejścia ILS[7].

- 24 czerwca 1969 Convair 880 (JA8028) startował z lotniska Grant County w Stanach Zjednoczonych, kiedy moc silnika nr.4 została zredukowana, samolot przechylił się gwałtownie w prawo, uderzył silnikiem w pas startowy. Maszyna stanęła w płomieniach, zabijając trzy z pięciu osób na pokładzie[8].

## Lata 70.
- 31 marca 1970 Boeing 727-89 (JA8315) podczas lotu z Tokio do Fukuoka został porwany przez Japońską Armię Czerwoną. Dziewięciu porywaczy wypuściło wszystkich 122 pasażerów i 7 członków załogi na lotniskach w Fukuoka i Seulu zanim poddali się na północnokoreańskim lotnisku w Pjongjang[9].

- 14 czerwca 1972 McDonnell Douglas DC-8 (JA8012) lecący z Bangkoku do Delhi rozbił się na brzegu rzeki Jamuna około 20km od lotniska Indira Gandhi. W wyniku katastrofy śmierć poniosły 82 osoby spośród 87 znajdujących się na pokładzie[10].

- 24 września 1972 McDonnell Douglas DC-8 (JA8013) wylądował na lotnisku Juhu w Bombaju, zamiast na pobliskim lotnisku Santacruz. Samolot przejechał pas startowy i zatrzymał się w rowie. Na pokładzie znajdowały się 122 osoby, nikt nie zginął[11].

- 6 listopada 1972 Boeing 727 został porwany na lotnisku w Tokio, porywacz zażądał pieniędzy i lotu na Kubę. Służby weszły szturmem na pokład maszyny i aresztowały porywacza. Nikt nie odniósł obrażeń, spośród 126 osób znajdujących się na pokładzie[12].

- 28 listopada 1972 McDonnell Douglas DC-8 (JA8040) podczas lotu z Tokio do Moskwy wzniósł się na wysokość 100 metrów z krytycznym kątem natarcia. Samolot stracił wysokość, uderzył w ziemię po czym stanął w płomieniach. W wyniku katastrofy śmierć poniosło 61 osób z 76 znajdujących się na pokładzie[13].

- 23 lipca 1973 Boeing 747-200B (JA8109) lecący z Amsterdamu do Anchorage został porwany przez czterech mężczyzn i kobietę krótko po starcie. Przypadkowa detonacja ładunków wybuchowych zabiła napastniczkę, a samolot lądował w Dubaju, skąd później wystartował do Damaszku, a następnie do libijskiego miasta Bengazi. Ostatecznie wszyscy pasażerowie i załoga zostali wypuszczeni, a samolot wysadzony[14].

- 12 marca 1974 Boeing 747 został porwany na lotnisku Naha. Służby weszły szturmem na pokład i aresztowały napastnika. Nikt nie odniósł obrażeń[15].

- 9 kwietnia 1975 Boeing 747 został porwany na lotnisku w Tokio. Porywacz zażądał pieniędzy, jednak został aresztowany przez japońskie służby[16].

- 16 grudnia 1975 Boeing 747-200B (JA8122) zjechał z pasa startowego podczas kołowania na lotnisku w Anchorage. Na pokładzie znajdowało się 121 osób, nikt nie zginął[17].

- 5 stycznia 1976 McDonnell Douglas DC-8 został porwany na lotnisku w Manili przez dwóch mężczyzn. Porywacze poddali się, nikomu nic się nie stało[18].

- 13 stycznia 1977 podczas wznoszenia się McDonnella Douglasa DC-8 Cargo (JA8054) z lotniska Anchorage doszło do przeciągnięcia i samolot rozbił się 300 metrów za pasem startowym. Wszystkie pięć osób znajdujące się na pokładzie poniosły śmierć. Ze śledztwa wynika, że samolot znajdował się na złej pozycji podczas startu, dodatkowo we krwi kapitana wykryto zawartość alkoholu dwukrotnie przekraczającą dopuszczalną[19].

- 27 września 1977 McDonnell Douglas DC-8 (JA8051) zderzył się z górą na wysokości 91 metrów podchodząc na lotnisko w Kuala Lumpur podczas burzy. Do katastrofy doszło 6,4km przed progiem pasa startowego. Śmierć ponieśli wszyscy znajdujący się na pokładzie – 8 członków załogi i 26 pasażerów[20].

- 28 września 1977 McDonnell Douglas DC-8 został porwany tuż po starcie z Bombaju przez Japońską Armię Czerwoną. Porywacze zażądali 6 mln dolarów i wypuszczenia dziewięciu uwięzionych członków grupy, biorąc pasażerów i członków załogi za zakładników. Za zgodą rządu Japonii otrzymali pieniądze i sześciu członków Armii. Wszyscy zakładnicy zostali wypuszczeni[21].

- 13 listopada 1979 na lotnisku w Osace został porwany McDonnell Douglas DC-10. Porywacz zażądał lotu do Związku Radzieckiego, jednak został aresztowany[22].

## Lata 80.
- 9 lutego 1982 McDonnell Douglas DC-8 (JA8061) rozbił się w Zatoce Tokijskiej podczas podchodzenia do lądowania na lotnisku w Tokio, 510 metrów przed progiem pasa startowego. W wyniku katastrofy śmierć poniosły 24 osoby spośród 174 znajdujących się na pokładzie[23].

- 17 września 1982 tuż po starcie McDonnella Douglasa DC-8 (JA8048) z lotniska w Szanghaju doszło do wybuchu w środkowej części samolotu, w wyniku którego maszyna utraciła ciśnienie w systemie hydraulicznym. Załoga zdecydowała o natychmiastowym powrocie i lądowaniu awaryjnym. W wyniku wypadku nikt nie zginął[24].

- 12 sierpnia 1985 Boeing 747SR (JA8119) po starcie z Tokio utracił wszystkie systemy hydrauliczne, w wyniku oderwania statecznika pionowego. Samolot rozbił się o górę Osutaka zabijając 520 z 524 osób znajdujących się na pokładzie. Jest to największa, pod względem liczby ofiar w jednym samolocie, katastrofa lotnicza w historii[25].

## Lata 90.

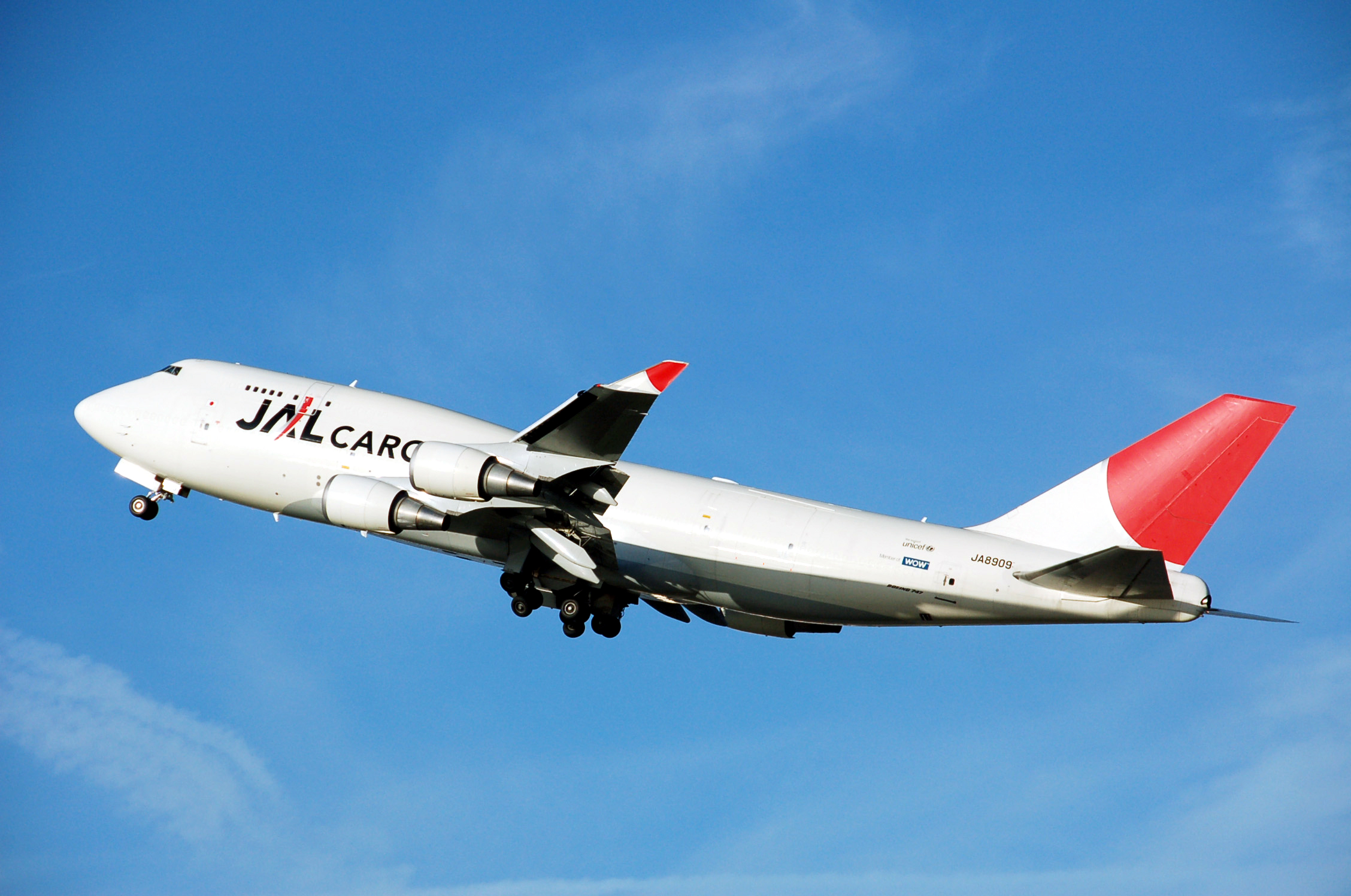
JAL Cargo Boeing 747-400

- 2 października 1991 podczas lotu z Tokio do Chicago w Boeingu 747-200B (JA8161) gorący płyn hydrauliczny rozsadził przewód wyrywając dziurę w kadłubie o wymiarach 100x70cm. Załoga zdołała zrzucić paliwo i bezpiecznie wylądować w Tokio[26].

- 31 marca 1993, podczas lotu cargo z Anchorage do Chicago, Boeing 747-100 (N473EV) doznał silnych turbulencji na wysokości 610 metrów, co spowodowało oderwanie się jednego silnika. Załoga zdołała awaryjnie wylądować. Nikomu nic się nie stało[27].

- 8 czerwca 1997, podczas lotu z Hongkongu do Nagoi, McDonnellem Douglasem MD-11 (JA8580) załoga zbyt gwałtownie obniżała wysokość, w wyniku czego rannych zostało pięciu pasażerów i siedmiu członków załogi (jeden zmarł 20 miesięcy później).

## 2000-
- 31 stycznia 2001, w wyniku błędu kontroli lotów, dwa samoloty Japan Airlines prawie zderzyły się w powietrzu – Boeing 747-446D (JA8904) i McDonnell Douglas DC-10 (JA8546). W wyniku wypadku rannych zostało 99 osób (w tym 9 ciężko). Łącznie w obu maszynach znajdowało się 677 pasażerów i członków załóg[28][29].

- 3 kwietnia 2007 po starcie z Tokio w Boeingu 777 przegrzał się silnik nr.2, kiedy samolot znajdował się na wysokości 8500m. Załoga zdołała bezpiecznie wylądować w Fukuoka. Na pokładzie znajdowało się 259 osób, nikomu nic się nie stało.

- 11 maja 2009 Boeing 747 był przygotowywany do lotu z 245 pasażerami i 18 członkami załogi, kiedy silnik wyssał ogromny kontener znajdujący się zbyt blisko maszyny.

- 6 czerwca 2009 w Boeingu 767-300 (JA613J) lecącym z Osaki do Tajpej na 25 minut przed lądowaniem odkryto pożar. Niewielki ogień pod siedzeniem został ugaszony przez załogę i maszyna lądowała awaryjnie. Nikomu nic się nie stało.

- 2 stycznia 2024 - w Tokio lądujący Airbus A350 zderzył się z startującym samolotem Japońskiej straży przybrzeżnej - oba samoloty zostały zniszczone przez pożar. Zginęło 5 osób z samolotu straży przybrzeżnej, przeżyli wszyscy z 379 osób podróżujących Airbusem.